# 作画監督
作画監督（さくがかんとく）は、アニメーションの一つの作品を作る際、原画の統一を目的として立てられた機能。略して「作監（さっかん、さくかん）」と言うこともある。背景画については、作画監督でなく美術監督と呼ばれる役職が統括する。人物についてはアニメ関係者一覧を参照のこと。

## 目的
一般的にアメリカではキャラクター別にアニメーターを割り当てることで同じキャラクターの絵柄がばらつくのを抑えているのに対し、日本ではカットごとにアニメーターを割り当てる。そのため同じキャラクターでもカットごとに絵柄の統一性が失われる恐れがあり、作画監督はそれを防ぐために設けられた役職である。制作期間の関係上、一つのテレビアニメに複数の作画監督がつき、ローテーションで作画を行う。
作画監督の主な仕事はレイアウトや原画を修正することで、担当話の絵柄や動きなどの品質を統一することである。いわば各回の作画の責任者であり、相応の技量と経験を持つアニメーターが担当する。レイアウトのみを修正する場合は「レイアウト作画監督（レイアウト作監）」、原画のみを修正する場合には「原画作画監督（原画作監）」と表記される場合もある。
先述したような時間的な制約のため、クオリティに問題のある原画のみを修正することになる。具体的には、キャラクターデザインから外れた絵柄を修正したり、あるいは技量が十分でないアニメーターの原画を修正する。修正のみを行う作画監督もいるが、担当話で原画として加わっている場合もあり、中には作画監督自身が一人で全ての原画を描いているケースもある。
クオリティに問題の無いカットは特に修正することなく使用することも多い。またクオリティに問題のあるカットがあっても、制作期間が短いなどの事情により充分な修正が行われないこともある。また、作画監督によって、優秀な原画マンの個性を出すために、多少の絵柄の違いがあってもあえて修正しない場合もある。
遊技機（パチンコ）の制作の場合、テレビアニメシリーズより予算が高い代わりに全カットを作画監督が修正するのが業界の慣例となっている。

## 歴史
1960年代前半の東映動画で確立されたもので、初めて作画監督システムにより制作されたのは1963年の東映動画作品『わんぱく王子の大蛇退治』である。
基本的には1人の作画監督がキャラクター・メカニック・ビジュアルエフェクト等を担当するが、それぞれ専門の作画監督（「キャラクター作画監督」・「メカニック作画監督」・「エフェクト作画監督」）を置く場合も1980年代より増えて来た。
近年、上記の役割別作画監督制度とは別に、一つの作品（劇場アニメ、もしくはテレビシリーズ作品のうちの一話）に2人以上、時には10人近くの大人数の作画監督を立てることが多くなった。これは、作画制作に力を入れているというよりは、主に制作期間が短いため多くの作画監督が同時に作画修正を行わざるを得ないという理由によるものである。

## 総作画監督
テレビシリーズでは「総作画監督」（「作画監督チーフ」・「チーフ作画監督」・「チーフアニメーター」・「アニメーションディレクター」と呼ばれることもある）を設けることもある。これはテレビアニメは複数の作画班により制作され、話数ごとに作画監督が立つことが多いためである。複数いる作画監督ごとのタッチの差を補正し、シリーズ全体の絵を統一しながら全体の作画の質を向上させることが目的である。基本的にはキャラクターデザインの担当者が兼任するが、各話ごとに配される場合もあり、こちらが現在主流である（キャラクターデザイナーが本編の作画にほとんど、あるいは全くタッチしないケースもある）。遠景や動きよりは、キャラクターのアップの顔を統一的に修正することが多い。
総作画監督制が普及、整備する以前は、テレビシリーズのアニメは作画監督が違う各話ごとにキャラクターの顔をはじめとする絵柄が変わり、ばらついているということが多く見られた。総作画監督制により、絵柄のばらつきは抑制されるようになったが、一方で作画監督ごと、アニメーターごとの個性が薄められる結果になった。